# Wiener Walzer

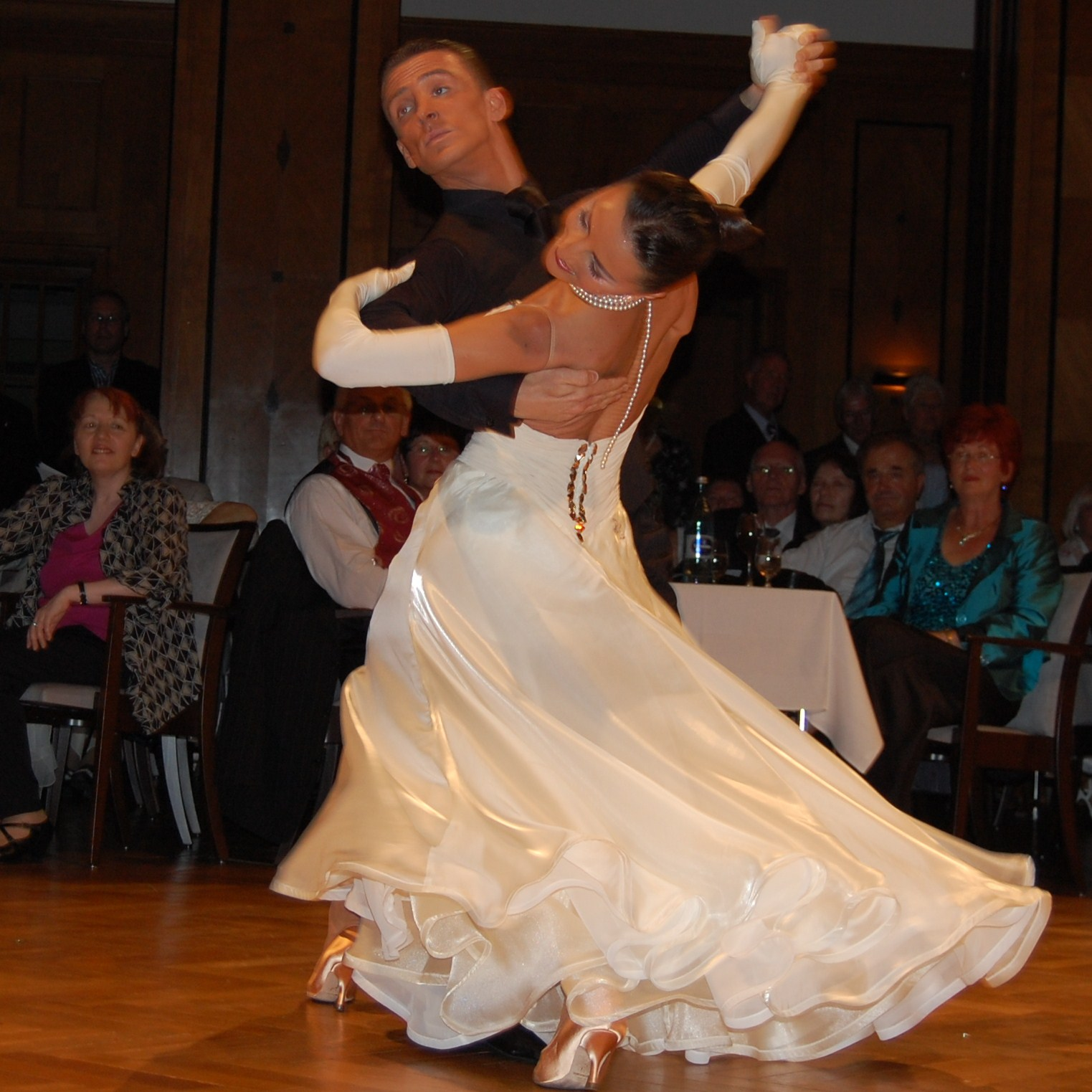
Benedetto Feruggia und Claudia Köhler, Deutsche Meister, Europa- (2009, 2010) und Weltmeister (2009, 2010) der Amateure im Standardtanz, beim Wiener Walzer (2010)

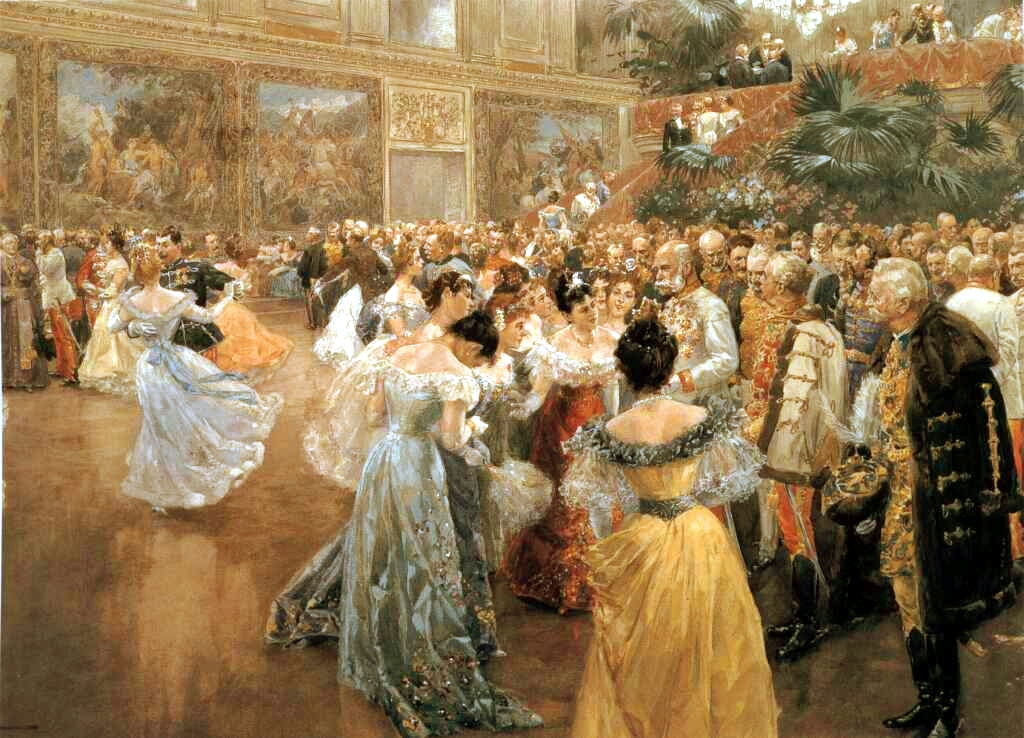
Ball in der Hofburg: Gäste tanzen den Wiener Walzer, Gemälde von Wilhelm Gause, 1900

Der Wiener Walzer ist ein Gesellschafts- und Turniertanz, der paarweise getanzt wird und zu den Standardtänzen des Welttanzprogramms gehört. Mit ungefähr 60 Takten pro Minute (entspricht 180 bpm) ist er nach Takten, wenn auch nicht nach Taktschlägen, der schnellste Tanz des Welttanzprogramms.

## Geschichte
Der Standardtanz Wiener Walzer ist eine Varietät des Tanzes Walzer, des ältesten der modernen bürgerlichen Gesellschaftstänze. Zur Unterscheidung von anderen Varietäten des Walzers wie Langsamer Walzer (English Waltz) und Französischer Walzer wird er als Wiener Walzer bezeichnet. Die Geschichte des Wiener Walzers beginnt mit seiner erstmaligen Erwähnung 1797 in Breslau, wobei das „walzen“ im Sinne „von sich drehen“ wesentlich älteren Datums ist. Ob der Ländler an der Entwicklung des Wiener Walzers wesentlich beteiligt war, ist umstritten. Der Begriff Wiener Walzer wurde in Wien selbst 1807 erstmals verwendet.
Insbesondere der Linkswalzer war zunächst wegen Unzüchtigkeit, vor allem wegen der innigen Berührung der Paare, in sogenannten „besseren Kreisen“ verpönt. Beliebtheit gewann er durch den Wiener Kongress 1814/15.
Die berühmten Musikstücke von Josef Lanner, Johann Strauss, Johann Strauss Sohn und ab der zweiten Hälfte des 19. Jahrhunderts von Pjotr Iljitsch Tschaikowski machten ihn zu einer europaweit respektierten musikalischen Gattung (siehe Walzer (Musik)). Ab Mitte des 19. Jahrhunderts stand der Walzer in der Wiener Operette stets im Zentrum. Er wurde ursprünglich sehr schnell getanzt und erfuhr erst im Lauf des beginnenden 20. Jahrhunderts die heutige „schwebende“ Form. In den 1910er Jahren begann in Deutschland aufgrund gesellschaftlicher Veränderungen und internationaler Einflüsse ein „Walzersterben“. Modernere und dynamischere Tanzformen aus Übersee setzten sich durch. Der ehemalige k.u.k.-Offizier Karl von Mirkowitsch machte den Wiener Walzer nach dem Ersten Weltkrieg wieder gesellschafts- und turnierfähig, indem er den Stil änderte.
Seit 1932 tanzt man den Wiener Walzer auf Turnieren. Der Nürnberger Tanzlehrer Paul Krebs (1915–2010) verband 1951 die altösterreichische Walzertradition mit dem englischen Stil. Bei dem Tanzfestival in Blackpool im gleichen Jahr feierte er große Erfolge. Seitdem ist der Wiener Walzer als gleichberechtigter Standardtanz anerkannt, in das Welttanzprogramm wurde er 1963 aufgenommen.
Der Wiener Walzer war in seiner Geschichte Ausdruck gehemmter politischer Umbruchsstimmungen und wurde beispielsweise als „Marseillaise des Herzens“ (Eduard Hanslick) bezeichnet, er solle „Wien die Revolution erspart [haben]“, während Johann Strauss selbst „Napoléon Autrichien“ (Heinrich Laube) genannt wurde. Johann Strauss (Sohn) war in der Märzrevolution 1848 Revolutionär, was ihm Kaiser Franz Joseph I. jahrelang nicht verzieh.
Am 3. November 2017 wurde der Wiener Walzer in die Liste des Immateriellen Kulturerbes in Österreich aufgenommen.

## Stile
Es gibt heute weltweit zwei verschiedene Arten des Wiener Walzers, namentlich den Internationalen und den Amerikanischen Stil, von denen der Letztere hauptsächlich in den USA verbreitet ist. Während im modernen Turniergeschehen weltweit der Internationale Wiener Walzer ausschlaggebend ist, wird zum Beispiel bei Formations- und Schaudarbietungen auch in Deutschland gerne auf das breitere Figurenspektrum des Amerikanischen Wiener Walzers zurückgegriffen.
Die Technik des Wiener Walzers entsprang zunächst der Ballett-Technik, hat sich aber im Laufe der Zeit stark verändert und ist heute – wie bei allen Standardtänzen – sehr anspruchsvoll. Die hohe Geschwindigkeit und die ständige Drehbewegung machen den Walzer zu einem sehr anstrengenden Tanz. Wie für nichtstationäre Tänze des Welttanzprogramms üblich, bewegt sich das Tanzpaar beim Wiener Walzer entgegen dem Uhrzeigersinn um die Tanzfläche herum.
Als offiziell zugelassene Turnierfiguren des Internationalen Stils gelten lediglich die Rechtsdrehung (Natural Turn), die Linksdrehung (Reverse Turn) und geschlossene Wechsel (Closed Changes). Das Rechts- und das Linksfleckerl sowie Contra Check, Linker Wischer (Left Whisk) und Pivot Turns sind zwar verbreitete Variationen, aber nur erlaubt, wenn keine Figurenbeschränkung gilt. Der Amerikanische Stil beinhaltet darüber hinaus zum Beispiel auch offene Figuren außerhalb der gewöhnlichen Tanzhaltung.

## Technik
Da sich das Paar schnell im Raum fortbewegt, entspricht die Bewegung eines Partners einer verkürzten Zykloide. Daher wird beim sich vorwärts bewegenden Teil eine große Strecke (aktiver Teil) und beim rückwärtigen Teil eine viel geringere Strecke zurückgelegt (passiver Teil). Herr und Dame wechseln sich ständig mit diesen Teilen ab.
Im Gegensatz zum Langsamen Walzer findet kaum Heben im Fuß statt, der sechste Schritt im Natural oder Reverse Turn erfolgt aber immer flach. Vielmehr strecken sich der Körper und die Beine entsprechend. Trotzdem bleiben die Knie jederzeit flexibel.

## Rhythmus und Musik
Der Wiener Walzer basiert auf dem 3/4-Takt, wobei ein Grundschritt aus sechs Schritten besteht und somit zwei volle Takte umfasst. Alternativ kann der Wiener Walzer auch auf einen 6/8-Takt getanzt werden, dann umfasst der Grundschritt genau einen Takt. Auf Bällen und Turnieren wird traditionell auf klassische Musik getanzt, es gibt allerdings auch modernere Stücke der Rock- und Popmusik, die einen geeigneten Rhythmus bieten (z. B. Dean Martin: That’s amore). Der Wiener Walzer ist mit ungefähr 60 Takten pro Minute (entspricht 180 bpm) doppelt so schnell wie der Langsame Walzer.

## Verbreitung

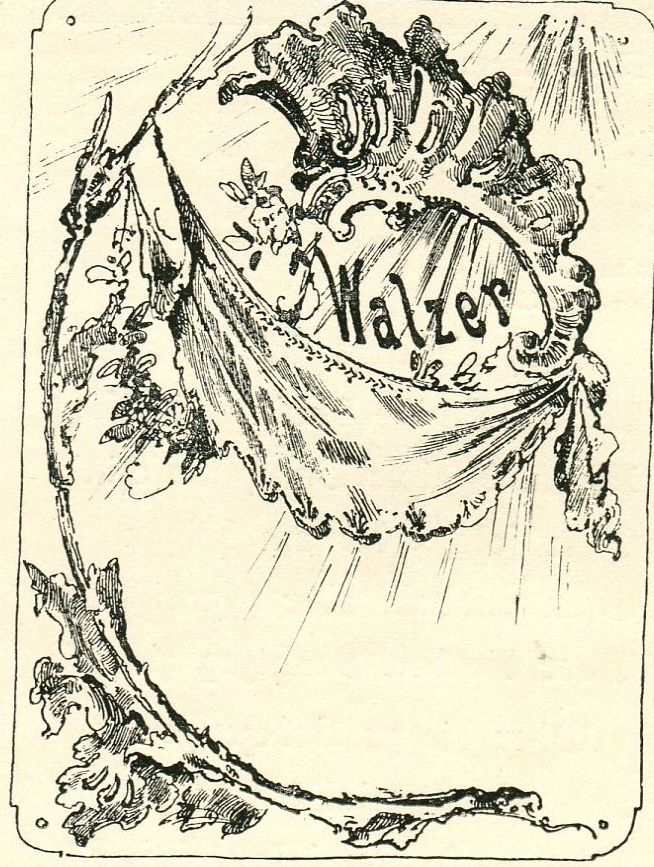
Paul Düyffcke: Tanzkarte von 1883 aus Hamburg

Der Wiener Walzer wird als einer der fünf Standardtänze weltweit auf Standardturnieren der höheren Startklassen getanzt, bei Turnieren des Deutschen Tanzsportverbands ab der B-Klasse, in Österreich ab der D-Klasse. Des Weiteren nimmt er eine Sonderstellung auf Bällen und Redouten ein: In Österreich wird mit dem Walzer An der schönen blauen Donau traditionell das Neue Jahr (in der Silvesternacht im Österreichischen Fernsehen und einem Dutzend anderer Radio- und TV-Sender rund um den Erdball) begrüßt. Natürlich fehlt er beim Neujahrskonzert der Wiener Philharmoniker genauso wenig wie bei dem legendären Wiener Opernball. Bei letzterem wird mit dem Spruch „Alles Walzer!“ das Tanzparkett nach der feierlichen Eröffnung durch den Tanzmeister geöffnet.
Neben seiner Bedeutung für den Tanz werden Walzer auch in der Musik rezipiert und etwa von Chören gesungen.
Im alpenländischen Volkstanz wird der Walzer als eigenständiger Tanz oder als Bestandteil anderer Tänze gepflegt. Ein Walzer ist auf vielen Hochzeiten der traditionelle Tanz des Brautpaares (Hochzeitswalzer).